# Trignac
Trignac – miejscowość i gmina we Francji, w regionie Kraj Loary, w departamencie Loara Atlantycka.
Według danych na rok 2010 gminę zamieszkiwały 7264 osoby, a gęstość zaludnienia wynosiła 504 osoby/km².